# Martina Bednářová
Martina Bednářová je česká pedagožka, učitelka českého jazyka a politička, která byla v květnu 2025 odsouzena k podmíněnému trestu odnětí svobody za své výroky o ruské invazi na Ukrajině. V době svého odsouzení měla třicetiletou pedagogickou praxi.

## Odsouzení
V dubnu 2022 Bednářová při výuce slohu na Základní škole Na dlouhém lánu žákům osmé třídy sdělila informace o tom, že se dle jejího názoru navzdory ruské invazi na Ukrajinu v Kyjevě „nic neděje“, Česká televize, která o bojích v zemi informovala, je zaujatá, a šířila hoax šířený ruskou propagandou o tom, že na Donbase od roku 2014 působily skupiny nacistů, kteří velmi brutálními způsoby (například stažení z kůže či upalování) vraždili etnické Rusy. Její výklad někteří žáci nahráli na své mobilní telefony.
Krátce po tomto incidentu jí byl školou ukončen pracovní poměr, proti čemuž se Bednářová bránila v pracovněprávním sporu. V prosinci 2023 však Obvodní soud pro Prahu 6 rozhodl, že ukončení pracovního poměru Bednářové nebylo v rozporu s právem. Dále byla obžalována z popírání ruských válečných zločinů na Ukrajině. Ačkoliv byla soudy opakovaně zprošťována viny, v lednu 2025 tyto rozsudky zrušil Nejvyšší soud a v květnu 2025 byla po několika odvoláních státního zástupce nepravomocně odsouzena za popírání válečných zločinů páchaných Ruskem na Ukrajině k sedmiměsíčnímu podmíněnému trestu se zkušební dobou v délce trvání dvaceti měsíců. Kromě toho jí byl udělen tříletý zákaz vyučovat a byla jí udělena povinnost zúčastnit se kurzu mediální gramotnosti.
Bednářová své odsouzení označila jako politický proces, hovořila o nelegitimitě a zaujatosti soudů a soudců a uvedla, že na svých výrocích trvá. Rozsudek kritizovali například politici jako Jindřich Rajchl nebo Jana Bobošíková, kteří v souvislosti s odsouzením Bednářové hovořili o konci demokracie v Česku a údajném autoritářském vládnutí vlády Petra Fialy.

## Politické působení
V dubnu 2025 uvedla tehdejší lídryně kandidátní listiny hnutí Stačilo! v Praze Petra Prokšanová (později nahrazena Janou Maláčovou), že Bednářová bude za hnutí kandidovat na předních místech kandidátní listiny hnutí ve městě. Nakonec kandiduje ze 3. místa kandidátní listiny hnutí Stačilo! v Praze.